# 966
Раннє Середньовіччя  •  Доба вікінгів  •  Золота доба ісламу  •  Реконкіста

## Геополітична ситуація
Василевсом Візантії був Никифор II Фока. Оттон I Великий правив у Священній Римській імперії.
Західним Франкським королівством правив, принаймні формально, Лотар.
Апеннінський півострів розділений між численними державами: північ належить Священній Римській імперії,  середню частину займає Папська область, на південь від Римської області  лежать невеликі незалежні герцогства, деякі області на півночі та на півдні належать Візантії, інші окупували сарацини. Південь Піренейського півострова займає Кордовський халіфат, у якому править Аль-Хакам II. Північну частину півострова займають Астурійське, Галісійське та Леонське королівства, де почалося правління Раміро III. Королівство Англія очолює Едгар Мирний.
У Київській Русі триває правління Святослава Ігоровича. У Польщі править Мешко I,  Перше Болгарське царство очолює цар Петро I, Богемія, Моравія, у Хорватії король Михайло Крешимир II.  Великим князем мадярів був Такшонь.
Аббасидський халіфат очолює аль-Муті, в Іфрикії владу утримують Фатіміди, в Середній Азії — Саманіди. У Китаї розпочалося правління династії Сун. Значними державами Індії є Пала, держава Раштракутів, Пратіхара, Чола. В Японії триває період Хей'ан. На північ від Каспійського та Азовського морів існує Хозарський каганат.

## Події

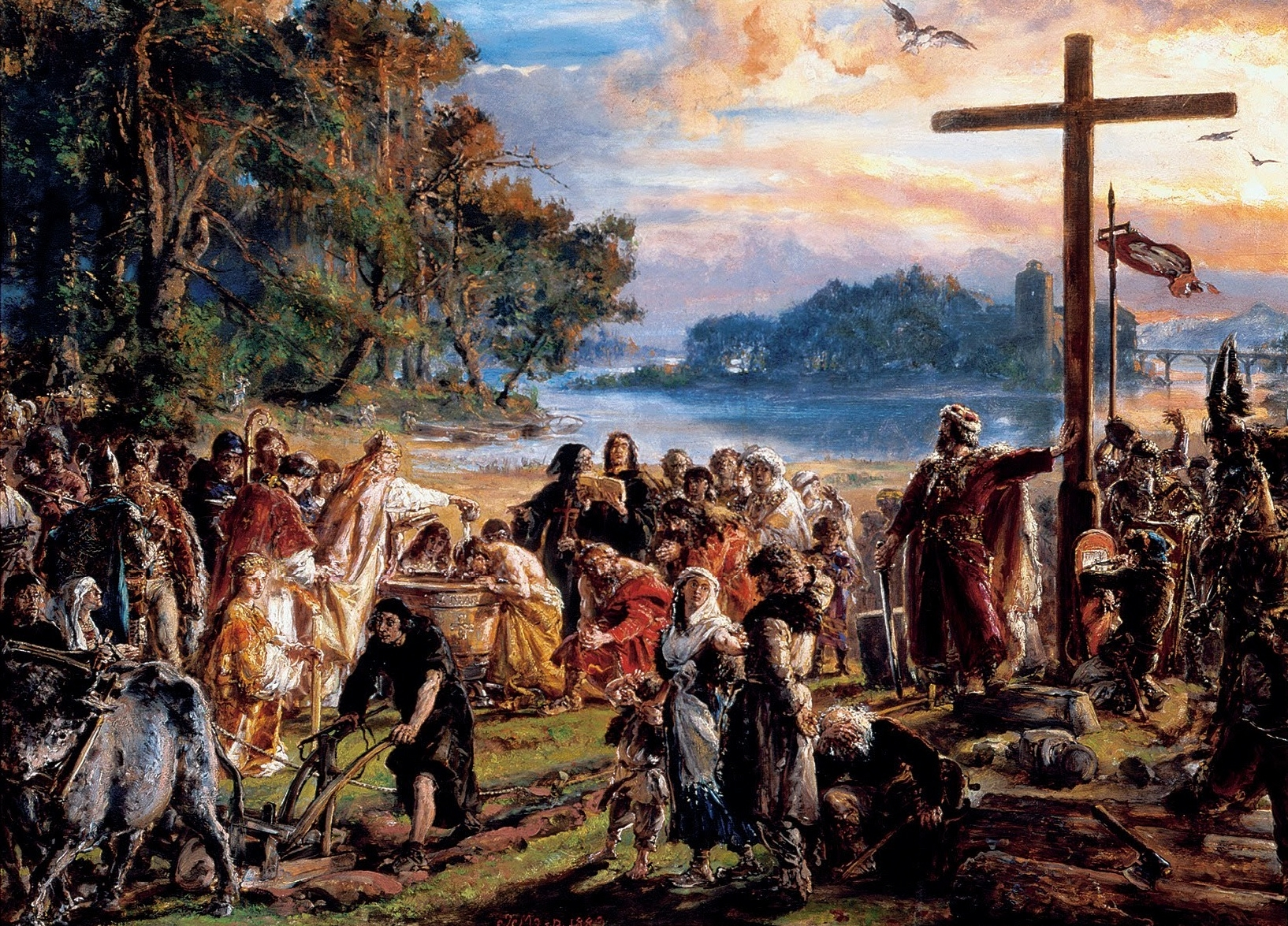
Хрещення Польщі. Картина Яна Матейко.

- 14 квітня польський князь Мешко прийняв християнство. Почалося поширення католицизму у Польщі.
- Напад норманів на Галісію.
- Повстання в Галісії. Під час його придушення отруєний король Леону Санчо I Товстий.
- 5-річний Раміро III — новий король Леону. Регентом при нім стала його тітка Ельвіра Рамірес.
- Посольства християнських королів та знаті в Кордові.
- Імператор Священної Римської імперії Оттон I Великий здійснив свій третій похїд в Італію, що дозволило Папі Римському Івану XIII повернутися в Рим.
- Напруження між Болгарією і Візантією.